# Haag
Haag (nederlandsk: Den Haag, officielt  's-Gravenhage) er residens- og regeringsby i Nederlandene, hvor Amsterdam er hovedstad. Haag, der ligger i provinsen Zuid-Holland, har 510.000 indbyggere, med forstæderne 705.000, og er dermed landets tredjestørste by.
Byen er et administrativt og kulturelt centrum og huser det nederlandske parlamentets to kamre: Eerste Kamer ("første kammer"), eller Senat, og Tweede Kamer ("andet kammer"). Den nederlandske konge, Willem-Alexander, har sit sæde i Haag. Alle udenlandske ambassader og statslige ministerier, samt højesteret, findes i byen. 
Byen er hjemsted for Den Internationale Domstol, Europol og andre folkeretslige organer samt en lang række kendte bygninger som Mauritshuis (Rembrandtsamling), Fredspaladset (bygget 1907-1913) samt miniaturebyen Madurodam.
Haag er også hjemsted for en lang række uddannelsesinstitutioner, herunder Haagse Hogeschool, Universiteit Leiden (Haag), Haagsche Academie voor Internationaal Recht og Clingendael.
I et større bygningskompleks ved hovedbanegården ligger kulturinstitutionerne Nederlandenes Institut for Kunsthistorie og Nationaal Archief (nationalarkiverne) som naboer til Nederlands Letterkundig Museum (litteraturmuseum), Huygens Instituut voor Nederlandse Geschiedenis, Nederlands Muziek Instituut og Koninklijke Bibliotheek (Hollands kgl. Bibliotek).
Verdens største containerterminaloperatør, APM Terminals, har hovedkvarter i Haag. I samme bygning har Damco (det tidligere Maersk Logistics), som også er inden for A.P. Møller-konglomeratet, sit hovedkvarter.